# Compsibidion omissum
Compsibidion omissum är en skalbaggsart som beskrevs av Martins 1969. Compsibidion omissum ingår i släktet Compsibidion och familjen långhorningar. Inga underarter finns listade i Catalogue of Life.